# Hanna Lawicka
Hanna Wiktarauna Lawicka (biał. Ганна Віктараўна Лявіцкая, ros. Анна Викторовна Левицкая, Anna Wiktorowna Lewicka; ur. 22 marca 1961 we wsi Dukora w rejonie puchowickim) – białoruska lekarka i polityk, w latach 2008–2012 deputowana do Izby Reprezentantów Zgromadzenia Narodowego Republiki Białorusi IV kadencji.

## Życiorys
Urodziła się 22 marca 1961 roku we wsi Dukora, w rejonie puchowickim obwodu mińskiego Białoruskiej SRR, ZSRR. Ukończyła Miński Państwowy Instytut Medyczny Orderu Czerwonego Sztandaru Pracy, uzyskując wykształcenie lekarki stomatolog, Białoruską Akademię Medyczną Kształcenia Podyplomowego ze specjalnością „zdrowie publiczne i ochrona zdrowia”, Akademię Zarządzania przy Prezydencie Republiki Białorusi ze specjalnością „zarządzanie sferą socjalną”. Pracę rozpoczęła jako lekarka stomatolog w Michałowickim Ambulatorium w rejonie mińskim. Następnie pracowała jako główna lekarka tego ambulatorium, zastępca głównego lekarza ds. pracy organizacyjno-metodycznej w Mińskim Rejonowym Terytorialnym Zjednoczeniu Medycznym, główna lekarka Mińskiego Centralnego Szpitala Rejonowego. Była deputowaną do Mińskiej Obwodowej Rady Deputowanych i Mińskiej Rejonowej Rady Deputowanych.
27 października 2008 roku została deputowaną do Izby Reprezentantów Zgromadzenia Narodowego Republiki Białorusi IV kadencji z Mińskiego Wiejskiego Okręgu Wyborczego Nr 69. Pełniła w niej funkcję członkini Stałej Komisji ds. Międzynarodowych i Kontaktów z WNP. Od 13 listopada 2008 roku była członkinią Narodowej Grupy Republiki Białorusi w Unii Międzyparlamentarnej.

## Odznaczenia
- Odznaka „Wybitny Pracownik Ochrony Zdrowia”[1].

## Życie prywatne
Hanna Lawicka jest mężatką, ma córkę.